# Bartlett (Familienname)
Bartlett ist ein Familienname aus dem anglo-amerikanischen Sprachraum.

## Namensträger

### A
- Abraham Dee Bartlett (1812–1897), englischer Zoologe und Taxidermist
- Adelaide Bartlett (1855–nach 1886), französische mutmaßliche Mörderin
- Al Bartlett (1923–2013), US-amerikanischer Physiker
- Albert Charles Bartlett, britischer Elektrotechniker
- Alicia Giménez Bartlett (* 1951), spanische Schriftstellerin
- Andrew Bartlett (* 1964), australischer Politiker

### B
- Bailey Bartlett (1750–1830), US-amerikanischer Politiker
- Ben Bartlett (* 1965), britischer Komponist
- Beryl Bartlett (1924–2017), südafrikanische Tennisspielerin
- Bob Bartlett (Edward Lewis Bartlett; 1904–1968), US-amerikanischer Politiker
- Bonnie Bartlett (* 1929), US-amerikanische Schauspielerin

### C
- Carol Bartlett-Page (1948–2023), britische Sportschützin
- Charles Bartlett (Radsportler) (1885–1968), britischer Radsportler
- Charles Bartlett (Schauspieler) (* 1941), US-amerikanischer Schauspieler
- Charles Bartlett (Ruderer), australischer Ruderer
- Charles Lafayette Bartlett (1853–1938), US-amerikanischer Politiker
- Charles W. Bartlett (1860–1940), englischer Maler

### D
- David Bartlett (Politiker, 1855) (1855–1913), US-amerikanischer Politiker, Vizegouverneur von North Dakota
- David Bartlett (Bischof) (1900–1977), britischer Geistlicher, Bischof von St. Asaph
- David Bartlett (Fußballspieler), schottischer Fußballspieler
- David Bartlett, 3. Baronet (1912–1989), britischer Fechter
- David Bartlett (Tongestalter), US-amerikanischer Tongestalter und Filmeditor
- David Bartlett (Politiker, 1968) (* 1968), australischer Politiker
- Dewey F. Bartlett (1919–1979), US-amerikanischer Politiker
- Don Bartlett (* 1960), kanadischer Curler

### E
- Edmund Bartlett (* 1950), jamaikanischer Politiker (JLP)
- Edward Bartlett (1836–1908), englischer Naturforscher
- Edward Lewis Bartlett (1904–1968), US-amerikanischer Politiker, siehe Bob Bartlett
- Erinn Bartlett (* 1973), US-amerikanische Schauspielerin
- Ethel Bartlett (1896–1976), englische Pianistin

### F
- Franklin Bartlett (1847–1909), US-amerikanischer Politiker
- Frederic Charles Bartlett (1886–1969), britischer Psychologe

### G
- Geoffrey Bartlett (* 1952), australischer Bildhauer
- George A. Bartlett (1869–1951), US-amerikanischer Politiker

### H
- Hall Bartlett (1922–1993), US-amerikanischer Filmproduzent, Drehbuchautor und Regisseur
- Harley Harris Bartlett (1886–1960), US-amerikanischer Biochemiker und Botaniker
- Harold Bartlett (1887–1955), US-amerikanischer Sportschütze
- Herbert Bartlett (1842–1921), britischer Bauingenieur und -unternehmer

### I
- Ichabod Bartlett (1786–1853), US-amerikanischer Politiker

### J
- Jack Bartlett (1904–1993), britischer Autorennfahrer
- James Bartlett (1907–1971), kanadischer Marathonläufer
- Jamie Bartlett (1966–2022), südafrikanischer Schauspieler
- Jason Bartlett (* 1979), US-amerikanischer Baseballspieler
- Jennifer Bartlett (1941–2022), US-amerikanische Malerin und Bildhauerin
- Joan Bartlett (1911–2002), britische Ordensgründerin
- John Bartlett (Verleger) (1820–1905), US-amerikanischer Anglist und Verleger
- John Bartlett (Tennisspieler) (* 1948), australischer Tennisspieler
- John G. Bartlett (1937–2021), US-amerikanischer Mediziner
- John H. Bartlett (1869–1952), US-amerikanischer Politiker
- John Russell Bartlett (1805–1886), US-amerikanischer Politiker, Historiker und Sprachforscher
- John Russell Bartlett (Offizier) (1843–1904), US-amerikanischer Konteradmiral und Ozeanograph

- Josiah Bartlett (1729–1795), britisch-amerikanischer Arzt und Politiker, einer der Gründerväter
- Josiah Bartlett junior (1768–1838), US-amerikanischer Politiker
- Juanita Bartlett (1927–2014), US-amerikanische Drehbuchautorin

### K
- Kenneth Bartlett (1896–1946), US-amerikanischer Diskuswerfer, siehe William Bartlett (Leichtathlet)
- Kenneth Alden Bartlett (1907–??), britischer Insektenkundler
- Kenneth R. Bartlett (* 1948), kanadischer Historiker
- Kerry Bartlett (* 1949), australischer Politiker

### L
- Laura Bartlett (* 1988), britische Hockeyspielerin
- Lee Bartlett (1907–1972), US-amerikanischer Speerwerfer

### M
- Manuel Bartlett (* 1936), mexikanischer Politiker
- Martin James Bartlett (* 1996), britischer klassischer Pianist
- Martine Bartlett (1925–2006), US-amerikanische Schauspielerin
- Maurice Bartlett (1910–2002), britischer Statistiker
- Murray Bartlett (* 1971), australischer Schauspieler

### N
- Neil Bartlett (1932–2008), britisch-kanadischer Chemiker
- Neil Bartlett (Autor) (* 1958), britischer Schriftsteller, Dramatiker und Theaterregisseur
- Nikki Bartlett (* 1987), britische Triathletin

### P
- Paul Alexander Bartlett (1909–1990), US-amerikanischer Schriftsteller und Fotograf
- Paul Doughty Bartlett (1907–1997), US-amerikanischer Chemiker
- Paul Wayland Bartlett (1865–1925), US-amerikanischer Bildhauer

### R
- Richard Bartlett (Kartograf) († 1603), englischer Kartograf
- Richard Bartlett (Regisseur) (1922–1994), US-amerikanischer Filmregisseur, Drehbuchautor, Schauspieler und Produzent
- Richard J. Bartlett (Richard James Bartlett; 1926–2015), US-amerikanischer Jurist und Politiker
- Robert Bartlett (Entdecker) (Robert Abram Bartlett; 1875–1946), kanadischer Kapitän und Arktisforscher
- Robert Bartlett (Historiker) (* 1950), britischer Historiker und Mediävist
- Robin Bartlett (* 1951), US-amerikanische Schauspielerin
- Rodney J. Bartlett (* 1944), US-amerikanischer Chemiker
- Ron Bartlett, Tontechniker
- Roscoe Bartlett (* 1926), US-amerikanischer Politiker

### S
- Sabrina Bartlett (* 1991), britische Schauspielerin
- Scott Bartlett (* 1985), US-amerikanischer Eishockeyspieler
- Shaun Bartlett (* 1972), südafrikanischer Fußballspieler
- Steve Bartlett (* 1947), US-amerikanischer Politiker
- Sy Bartlett (1900–1978), US-amerikanischer Drehbuchautor und Filmproduzent

### T
- Terry Bartlett (* 1963), britischer Turner
- Thomas Bartlett (1808–1876), US-amerikanischer Politiker
- Tony Bartlett (* 1955), britischer Fechter

### V
- Vernon Bartlett (1894–1983), britischer Journalist, Politiker und Autor

### W
- Washington Bartlett (1824–1887), US-amerikanischer Politiker
- William Bartlett (Leichtathlet) (William Kenneth Charles Bartlett; 1896–1946), US-amerikanischer Diskuswerfer
- William Erskine Bartlett (1830–1900), US-amerikanisch-britischer Erfinder
- William Francis Bartlett (1840–1876), US-amerikanischer General
- William Henry Bartlett (1809–1854), britischer Illustrator